# Arquidiocese de Carachi
A Arquidiocese de Carachi (Archidiœcesis Karachiensis) é uma circunscrição eclesiástica da Igreja Católica situada em Carachi, Paquistão. Seu atual arcebispo é Benny Mario Travas. Sua Sé é a Catedral de São Patrício de Carachi.
Possui 16 paróquias servidas por 52 padres, contando com 19379000 habitantes, com 1% da população jurisdicionada batizada.

## História
A diocese de Carachi foi ereta em 20 de maio de 1948 pela bula Opportunis providentiæ do Papa Pio XII, recebendo o território da arquidiocese de Bombaim, da qual era originalmente sufragânea.
Em 15 de julho de 1950 a diocese é elevada à arquidiocese metropolitana pela bula Rerum locorumque do Papa Pio XII.
Em 28 de abril de 1958 e em 9 de novembro de 2001 cedeu porções do seu território em vantagem respectivamente da ereção da diocese de Hyderabad e do Vicariato Apostólico de Quetta.

## Prelados
| #              | Nome                                   | Período    | Notas                                                        |
| Arcebispos     | Arcebispos                             | Arcebispos | Arcebispos                                                   |
| -------------- | -------------------------------------- | ---------- | ------------------------------------------------------------ |
| 6º             | Benny Mario Travas                     | 2021-      | Atual                                                        |
| 5º             | Joseph Cardeal Coutts                  | 2012-2021  | Arcebispo emérito                                            |
| 4º             | Evarist Pinto                          | 2004-2012  | Arcebispo emérito                                            |
| 3º             | Simeon Anthony Pereira                 | 1994-2002  |                                                              |
| 2º             | Joseph Marie Anthony Cardeal Cordeiro  | 1958-1994  |                                                              |
| 1º             | James Cornelius van Miltenburg, O.F.M. | 1950-1958  | Nomeado Arcebispo (título pessoal) de Hyderabad no Paquistão |
| Bispo          |                                        |            |                                                              |
| 1º             | James Cornelius van Miltenburg, O.F.M. | 1948-1950  | Elevado à Arcebispo                                          |
| Bispo-auxiliar |                                        |            |                                                              |
|                | Anthony Theodore Lobo                  | 1982-1993  | Nomeado Bispo de Islamabad-Rawalpindi                        |